# Баблер буроголовий
Ба́блер буроголовий (Pellorneum fuscocapillus) — вид горобцеподібних птахів родини Pellorneidae. Ендемік Шрі-Ланки.

## Опис
Довжина птаха становить 16 см. Верхня частина тіла коричнева. тім'я буре, нижня частина тіла охриста. Дзьоб короткий, темний.

## Підвиди
Виділяють два підвиди:
- P. f. babaulti (Wells, T, 1919) — північ і схід Шрі-Ланки;
- P. f. fuscocapillus (Blyth, 1849) — південно-західна, волога частина Шрі-Ланки.

## Поширення і екологія
Буроголові баблери живуть у вологих рівнинних і гірських тропічних лісах та в чагарникових заростях. Зустрічаються на висоті до 1675 м над рівнем моря. Живляться комахами. Гніздяться на землі. В кладці 2-3 білих яйця, поцяткованих коричневими плямками.